# Erik Moseholm
Erik Moseholm (13 de mayo de 1930 - 12 de octubre de 2012) fue un bajista de jazz, compositor, director de orquesta y administrador de música danés. Él era el líder de la DR Big Band 1961-1966 y el director del Conservatorio de Música Rítmica en Copenhague. 1992-1997.

## Carrera en la música
Erik Moseholm nació en Fredericia y ya de adolescente actuó con su propia banda en su ciudad natal. En 1948 se trasladó a Copenhague, donde pronto se convirtió en uno de los más importantes músicos de jazz modernos de su época. Era también activo en la música clásica. Su trabajo está documentado en unos 50 álbumes y ha grabado con estrellas internacionales como Don Byas y Eric Dolphy. También integró el conjunto de cámara Societas Música y como solista con la Orquesta Sinfónica de Copenhague. Con los años lideró una serie de conjuntos de distintos tamaños, incluido, en el RadioJazzgruppen 1961-1966 y RD Big Band entre 1966-92.
Como compositor de música compuso la música para todos los tamaños de orquestas y también creó la música de teatro y cine.
A partir de 1998, como bajista y compositor, ha colaborado con su esposa, la narradora y actriz Vigga Bro.

## Premios y galardones
- 1958: Danish Jazz Musician of the Year
- 1960: European Jazz Bassist of the Year,
- 1998: Order of the Dannebrog